# Gabriel Ebert
Gabriel Ebert (Colorado, 14 de mayo de 1988) es un actor de teatro y cantante estadounidense.

## Primeros años
Ebert nació y creció en Colorado. Asistió a la escuela secundaria en la Escuela de Artes de Denver y se graduó de Juilliard.

## Carrera
Ebert hizo su debut en Broadway como suplente del papel de Ken en la obra de John Logan, Red, en 2010, seguido por la producción de Broadway de Brief Encounter de Kneehigh Theatre en 2010 como Stanley.
Ebert es conocido por haber originado el papel de Mr. Wormwood en la producción de Broadway de 2013 de Matilda the Musical, por la cual ganó el Premio Tony 2013 al Mejor Actor Destacado en un Musical. La actuación de Ebert en 4000 Miles de Amy Herzog en el Lincoln Center Theater como el personaje "Leo", el nieto de Vera de Mary Louise Wilson, le valió un Premio Obie en 2012.
Interpretó a Robin Hood en The Heart of Robin Hood de David Farr en Winnipeg y Toronto de octubre de 2014 a marzo de 2015.
Interpretó el papel de Max en la película Ricki and the Flash de 2015. En la producción de 2015 de la adaptación teatral de Helen Edmundson de Thérèse Raquin en el Roundabout Theater en Studio 54, interpretó a Camille junto a Keira Knightley, Judith Light y Matt Ryan.
En 2016, Ebert fue elegido para el piloto del programa de televisión The Interestings de Amazon Video.

### Cine y television
| Año  | Título                               | Rol                        | Notas                                         |
| ---- | ------------------------------------ | -------------------------- | --------------------------------------------- |
| 2011 | The Restaurant                       | Stevie                     | Corto                                         |
| 2012 | Made in Jersey                       | Carter Gershan             | Serie de televisón                            |
| 2015 | The Family Fang                      | Joseph                     | Película                                      |
| 2015 | Ricki and the Flash                  | Max                        | Película                                      |
| 2016 | Jane Wants a Boyfriend               | Jack                       | Película                                      |
| 2016 | The Blacklist                        | Theo                       | Serie de televisón                            |
| 2016 | The Interestings                     | Dennis                     | Película                                      |
| 2017 | The Immortal Life of Henrietta Lacks | Christoph Lengauer         | TV film                                       |
| 2018 | Instinct                             | Richard Brophy             | Episodio: "Tribal"                            |
| 2019 | The Good Fight                       | Lance McAlvoy              | Episodio: "The One where a Nazi Gets Punched" |
| 2019 | Elementary                           | Sebastian Florenti         | Episodio: "The Price of Admission"            |
| 2019 | Mr. Mercedes                         | Morris Bellamy             | Serie de televisón                            |
| 2020 | The Mandalorian                      | Gunnery Officer            | 3 episodes                                    |
| 2020 | News of the World                    | Benjamin Farley            | Película                                      |
| 2021 | Dickinson                            | Thomas Wentworth Higginson | TV series                                     |

### Teatro
| Año       | Título                                               | Rol               | Nota                                                     |
| --------- | ---------------------------------------------------- | ----------------- | -------------------------------------------------------- |
| 2010      | Red                                                  | Ken               | Suplente                                                 |
| 2010/2011 | Brief Encounter                                      | Stanley           |                                                          |
| 2011      | 4000 Miles                                           | Leo               | Fuera de Broadway                                        |
| 2011      | Prometheus Bound                                     | Hephaistos/Hermes | Teatro de Repertorio Americano, Cambridge, Massachusetts |
| 2013/2014 | Matilda The Musical                                  | Mr. Wormwood      | Premio Tony al Mejor Actor Destacado en un Musical       |
| 2014      | The Heart of Robin Hood                              | Robin Hood        | Winnipeg y Toronto, Canada                               |
| 2014      | Casa Valentina                                       | Jonathon/Miranda  |                                                          |
| 2015      | Preludes                                             | Rach              | Teatro Claire Tow (Fuera de Broadway)                    |
| 2015/2016 | Thérèse Raquin                                       | Camille Raquin    | Adaptación de Helen Edmundson                            |
| 2016      | Peer Gynt                                            | Peer Gynt         | Fuera de Broadway                                        |
| 2017      | Gently Down the Stream                               | Rufus             |                                                          |
| 2017      | Time and the Conways                                 | Alan Conway       | Compañía de Teatro Roundabout                            |
| 2018      | Pass Over                                            | Ossifer/Master    | LCT3 - Teatro Claire Tow                                 |
| 2021      | Pass Over                                            | Ossifer/Master    | August Wilson                                            |
| 2023      | The Untitled Unauthorized Hunter S. Thompson Musical | Hunter            | La Jolla Playhouse                                       |